# Teenage Mutant Ninja Turtles: Out of the Shadows
Teenage Mutant Ninja Turtles: Out of the Shadows er en spillefilm med Teenage Mutant Ninja Turtles og lanceret i 2016.